# Bakung (Cikande)
Bakung is een bestuurslaag in het regentschap Serang van de provincie Banten, Indonesië. Bakung telt 5241 inwoners (volkstelling 2010).